# مضخة ذات تروس

عرض مفصل لمكونات المضخة ذات التروس الخارجية.
- Drive shaft: عمود الدوران القائد(المشغل للمضخة).
- seal: عازل.
- Mounting Flange: شفة (فلانجة) داعمة.
- Suction port: فتحة سحب المائع.
- Pressure port: فتحة طرد المائع بعد ضغطه.
- Bushings: بطانات معدنية (جلبة).
- Driver gear: الترس القائد.
- Idler gear: الترس المنقاد.
- Case Seal: عازل لغلاف المضخة لمنع تسرب المائع.

مضخة ذات تروس داخلية، تدخل إليها المياه من جهة اليسار وتخرج م اليمين بعد رفع ضغطها

تستخدم المضخة ذات التروس في ضخ المائع عن طريق تحريكه بواسطة ترسين يتشابكان مع بعض، وتعتبر من أكثر المضخات شيوعا في تطبيقات الطاقة الهيدروليكية بالإضافة إلى استخدامها في الأعمال الكيميائية لضخ الموائل عالية اللزوجة.

## الأنواع
تنقسم المضخة ذات التروس إلي نوعين رئيسين:

### مضخات ذات تروس خارجية
يستخدم فيها ترسان متشابكان من الخارج. يبلغ أقصي ضغط يمكن أن تعمل  عليه  210 بار (21000 ك.باسكال)، بينما تبلغ أقصي سرعة دوران لها 3000 دورة/دقيقة.

ينتج بعض المصنعين مضخات ذات تروس ذات ضغط وسرعة دوران أكبر، لكنها تصبح مصدرا للضوضاء نتيجة ارتفاع صوتها بشدة كما أنها تتطلب احتياطات تصميمية وتشغيلية معينة. وتتميز هذه المضخات بالمميزات التالية:
- سرعة مرتفعة.
- ضغط مرتفع.
- عمليطة التشغيل هادئة نسبيا.
- سماحية التصميم باستخدام عدة مواد للتصنيع.

ومن عيوبها أنها:
- لا تضخ المواد الصلبة نسبيا.
- استخدام 4 بطانات معدنية (بالإنجليزية: Bushings)‏ في المنطقة الموجود بها السائل.

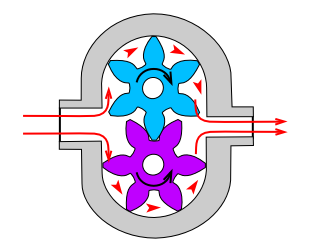
مضخة ذات تروس خارجية، تستخدم لتطبيقات الطاقة الهيدروليكية

نلاحظ في الصورة السابقة أن فتحة سحب وطرد المائع يكونان متواجهان في المضخة ذات التروس الخارجية.

### مضخات ذات تروس داخلية
تتكون من ترسين متشابكين من الداخل.
تتضمن مميزات هذه المضخة التالي:
- تكونها من جزئين متحركين فقط.

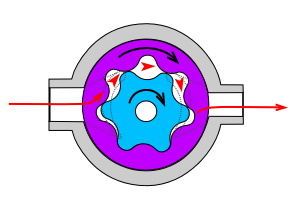
أحد أشكال المضخة ذات التروس الداخلية، تستخدم لضخ الزيت في السيارات

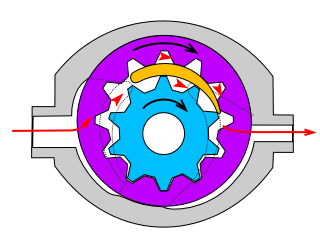
أحد أشكال المضخة ذات التروس الداخلية، تستخدم لضخ الموائع عالية اللزوجة

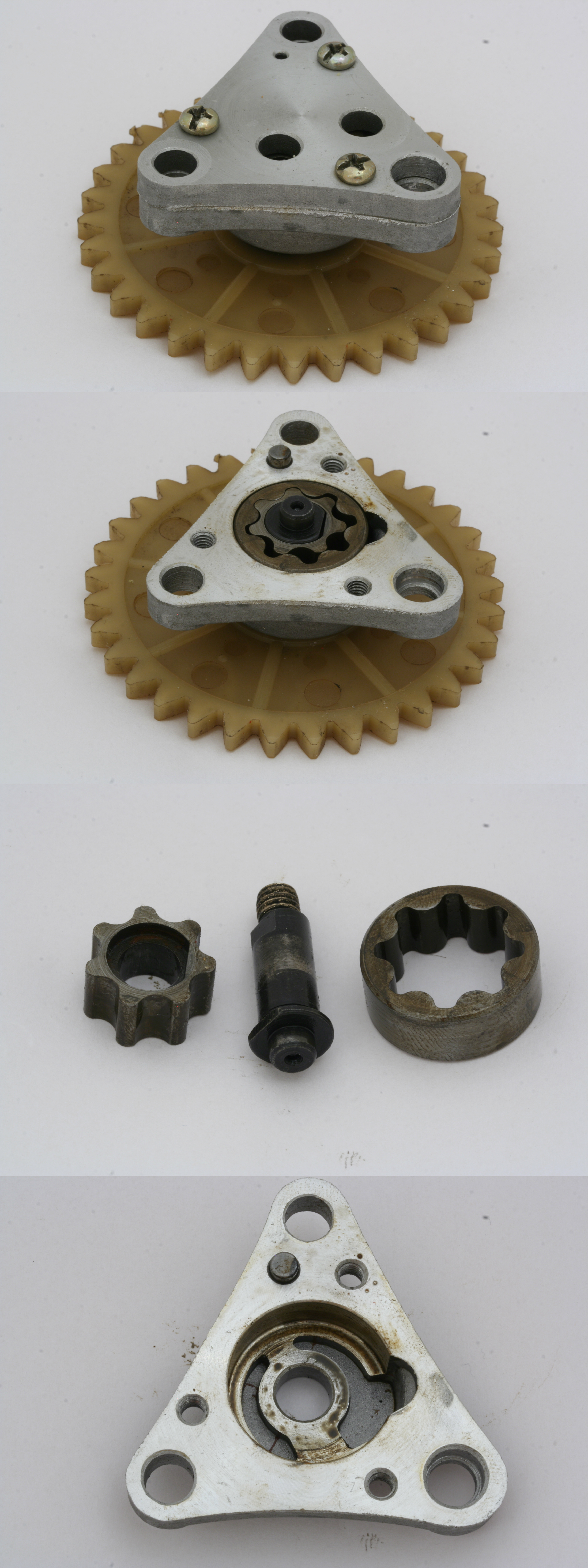
مضخة ذات تروس تستخدم لضخ الزيت في محرك سكوتر (دراجة بخارية صغيرة)

- استخدام صندوق حشو (بالإنجليزية: Stuffing box)‏ واحد فقط لمنع تسرب المائع.
- المائع يخرج في تدفق مستمر وليس تدفق نبضي.
- جيدة جدا في حالة التعامل مع الموائع عالية اللزوجة.
- تخرج كمية ثابتة من المائع بغض النظر عن قيمة الضغط.
- يمكن لتروسها أن تعمل في كلا الاتجاهين.
- سهولة الصيانة.

ومن عيوبها أنها:
- تتطلب سرعات دورانية متوسطة.
- محدودة بقيم متوسطة للضغط.
- تزيد التحميل على المحمل الخاص بعمود الدوران.

تٌسمي أحيانا المضخات ذات التروس مضخات موجبة الإزاحة (بالإنجليزية:  Positive displacement pumps)‏ ومعنى هذا أن المضخات ذات التروس تضخ  حجم ثابت من المائع مع كل لفة دوران للتروس.

## نظرية العمل
عندما يدور الترسان المتشابكان معا يتفرقان عند مدخل المائع فيولدان ضغط منخفض بينهما فيسحبا المائع. تعمل حركة الترسين المتشابكين معا علي حمل المائع من نقطة الدخول إلي الخروج  ويتم رفع ضغطه عندما ينحصر بين أسنان الترسين.

يساعد التصميم الجيد للتروس وغلاف المضخة علي زيادة الضغط  والتعامل مع الموائع عالية اللزوجة.

كما تكون المسافة بين غلاف المضخة والتروس صغيرة جدا أثناء الدوران _10 ميكرومتر_ مما يساعد علي عدم رجوع المائع للخلف لنقطة الدخول مرة أخرى.

## الاستخدامات
تستخدم المضخة ذات التروس في تطبيقات وصناعات متعددة مثل:
- البتروكيماويات: القار النقي أو المعبأ، الزفت، زيت الديزل، النفط الخام، زيت التشحيم...إلخ.
- المواد الكيميائية: سيليكات الصوديوم، الأحماض، البلاستيك، المواد الكيميائية المختلطة، الأيزوسيانات...إلخ.
- الحبر والطلاء.
- الراتنجات والمواد اللاصقة.
- صناعة الورق والخشب: وتستخدم المضخة هنا في التعامل مع الأحماض والصابون والحمأة والجير واللاتكس...إلخ.
- صناعة الأطعمة: الشيكولاته، زبدة الكاكاو، الأطعمة المحشية، السكر، الدهون النباتية...إلخ.

## وصلات خارجية
- مقالة باللغة الإنجليزية عن المضخات ذات التروس الخارجية.
- مقالة باللغة الإنجليزية عن المضخات ذات التروس الداخلية.